# شين ها-كيون
شين ها-كيون (بالكورية: 신하균) هو ممثل كوري جنوبي، ولد في 30 مايو 1974 بسول في كوريا الجنوبية.

## الأعمال

### أفلام
| السنة | العنوان                  | الدور                |
| ----- | ------------------------ | -------------------- |
| 2000  | المنطقة الأمنية المشتركة | جونغ وو جين          |
| 2002  | متعاطف مع السيد المنتقم  | ريو                  |
| 2005  | سيدة الانتقام            | القاتل المأجور رقم 2 |
| 2009  | عطش                      | كانغ وو              |
| 2012  | اللصوص                   | لي ها تشيول          |
| 2017  | الشريرة                  | جونغ سانغ            |
| 2019  | مهنة قاسية               | لي مو باي            |

### مسلسلات
| السنة     | العنوان              | الدور                        | م.     |
| --------- | -------------------- | ---------------------------- | ------ |
| 2003      | شخص جيد              | جون بيل                      |        |
| 2010      | منزل ذهبي            | أوه بوك كيو                  |        |
| 2011–2012 | مخ                   | لي كانغ هون                  |        |
| 2013      | كل شيء عن الرومانسية | كيم سو يونغ                  |        |
| 2014      | السيد بلاك           | تشوي جو بونغ / تشوي شين يونغ |        |
| 2016      | عازف المزمار         | جو سونغ شان                  |        |
| 2018–2019 | محقق سيئ             | وو تاي سيوك                  |        |
| 2020      | ميكانيك الروح        | لي شي جون                    |        |
| 2021      | ما وراء الشر         | لي دونغ سيك                  |        |
| 2022      | هنالك                | جاي-هيون                     | [ 7 ]  |
| 2022      | وحيد القرن           | كوبانغ بلاي                  | [ 8 ]  |
| 2023      | يعيش الشر            | هان هي-سو                    | [ 9 ]  |
| 2024      | المدققون             | شين تشا-ايل                  | [ 10 ] |

## الجوائز والترشيحات
| السنة | الجائزة                         | الفئة           | العمل                    | النتيجة |
| ----- | ------------------------------- | --------------- | ------------------------ | ------- |
| 2000  | جوائز نسخة المخرج الـ3          | أفضل ممثل جديد  | المنطقة الأمنية المشتركة | فوز     |
| 2000  | جوائز تشونسا لفنون السينما الـ8 | أفضل ممثل مساعد | المنطقة الأمنية المشتركة | فوز     |
| 2000  | جوائز أفلام التنين الأزرق الـ21 | أفضل ممثل مساعد | المنطقة الأمنية المشتركة | فوز     |

## وصلات خارجية
- شين ها-كيون على موقع IMDb (الإنجليزية)
- شين ها-كيون على موقع قاعدة بيانات الأفلام العربية
- شين ها-كيون على موقع ألو سيني (الفرنسية)
- شين ها-كيون على موقع أول موفي (الإنجليزية)
- شين ها-كيون على موقع أول موفي (الإنجليزية)
- شين ها-كيون على موقع قاعدة بيانات الأفلام السويدية (السويدية)
- شين ها-كيون على موقع قاعدة بيانات الفيلم (الإنجليزية)
- شين ها-كيون على موقع كينوبويسك (الروسية)